# HD 68242
HD 68242，又名CD-42 3944，SAO 219507、HR 3205，是一颗恒星，视星等为6.26，位于銀經258.84，銀緯-5.13，其B1900.0坐标为赤經8h 6m 24.2s，赤緯-42° -5.13′ 44″。